# Sovrani di Savona
Quello che segue è un elenco dei sovrani che hanno regnato sul marchesato di Savona.
L'elenco include tutti i sovrani che si sono susseguite nel dominio di Savona, margraviato soverano degli Aleramici, concesso dall'imperatore Ottone I il Grande al conte franco Aleramo I, primo marchese di Savona e del Monferrato nel 967.  La sovranità su Savona venne perduta dagli Aleramici alla cessione della città e il territorio fatta dal marchese Ottone IV al libero comune di Savona nel 1191, anche se il fratello Enrico II rimase marchese sovrano del Finale.

## Marchesi sovrani di Savona

### Aleramici (967 – 1191)
| Ritratto | Nome (nascita–morte) | Regno          | Regno | Consorte                        | Altri titoli | Note                                                                                   |
| Ritratto | Nome (nascita–morte) | Inizio         | Fine  | Consorte                        | Altri titoli | Note                                                                                   |
| -------- | -------------------- | -------------- | ----- | ------------------------------- | ------------ | -------------------------------------------------------------------------------------- |
|          | Aleramo (904 – 991)  | 967            | 991   | (1ª) N.N. (2ª) Gerberga d'Ivrea |              | Primo marchese della Liguria Occidentale, fondatore della dinastia degli Aleramici     |
|          | Anselmo I (983-998)  | Attorno al 983 | 998   | Gisla di Milano                 |              | Figlio di Aleramo                                                                      |
|          | Anselmo II (? – ?)   | ?              | ?     | Adelasia di Milano              |              | Figlio di Anselmo I                                                                    |
|          | Anselmo III (? – ?)  | ?              | ?     | ?                               |              | Figlio di Anselmo II                                                                   |
|          | Ottone III (? – ?)   | ?              | ?     | Berta di Torino                 |              | detto Teutone, figlio di Anselmo III                                                   |
|          | Bonifacio I (? – ?)  | 1084           | 1125  | Agnese di Vermandois            |              | Figlio di Ottone III                                                                   |
|          | Enrico I (? – ?)     | ?              | ?     | Beatrice del Monferrato         |              | Figlio di Bonifacio I                                                                  |
|          | Ottone IV (? – ?)    | ?              | 1191  | Alda Embriaco                   |              | Figlio di Enrico I, nel 1191 cede Savona al libero comune e diventa cittadino savonese |